# まるで六文銭のように
まるで六文銭のように（まるでろくもんせんのように）は、日本のフォークグループ。

## 概略
- 1968年結成、1972年解散した六文銭の最後の1年間を活動していた3人が、2000年に結成したユニット。
- 2000年10月、「及川恒平コンサート」（横浜イギリス館）で、28年ぶりにこの3人で六文銭時代の曲を歌ったのをきっかけに活動開始。
- 以来、年に1度の横浜イギリス館でのライヴのほか、さまざまなイヴェントでライヴを行っている。
- 2009年4月22日、こむろゆいが加入。「六文銭'09」にユニット名を改め、アルバム『おとのば』を発売。

## メンバー
- 及川恒平
- 小室等
- 四角佳子